# Medien
 Denne artikel bør gennemlæses af en person med fagkendskab for at sikre den faglige korrekthed.
 Der er for få eller ingen kildehenvisninger i denne artikel, hvilket er et problem. Du kan hjælpe ved at angive troværdige kilder til de påstande, som fremføres i artiklen.

Medien (Kurdisk: Media), var et oldtidsrige, der omfattede det nuværende Kurdistan.  Mederne talte medisk. Det moderne kurdiske sprog nedstammer fra medisk.

## Regenter
Riget var i storhedstiden fra år 500 til 900 styret af konger. Riget skulle være grundlagt af profeten Zarathustra, der skabte det efter efter Zend Avestas love. Han grundlage religionen Zarathustras lære, der bygger på, godt og ondt, ild og vand, liv og død osv. Han mente, at alle skulle fuldføre en 'mission', som var at lære, at udholde og kontrollere livet ved en blanding af meditation og bøn. Mennesket skulle vælge mellem det gode eller det onde, men det var i sidste ende det gode, der ville sejre. Zarathusra skrev Zend Avesta (dansk: ~ Avestas hellige bog). Zend betyder hellig bog og Avesta er guden i Zarathustras lære.

## Omfang
Da riget var på sit højeste, dækkede det næsten halvdelen af Mellemøsten. Nuværende lande under det var Tyrkiet, Aserbajdsjan, Armenien, Georgien, Iran, Irak, Syrien, Kuwait, store dele afPakistan, Afghanistan, Turkmenistan og Tadsjikistan. 
Medien var i konstant krig med Lydien og Assyrien. Det invaderede Assyrien sammen med babylonerne. Og derefter Babylonien. Persien erobrede  Medien.   

## Dokumentation
Medien omtales i Biblen og i toraruller, og der er mange arkæologiske fund som bekræfter rigets eksistens i Kermashan, Diyarbekir og i Arbil.
40°N 50°Ø / 40°N 50°Ø